# Astro Fighter
Astro Fighter (en japonés アストロファイター "asutoro faitā") i es un juego arcade de Matamarcianos lanzado en 1980. Fue desarrollado y publicado por Data East en Japón y fue publicado fuera de Japón por Gremlin/Sega.

## Trama
El juego de Astro Fighter consta de 4 olas y una etapa de repostaje, que luego se repiten con una dificultad cada vez mayor. La tarea del jugador es eliminar las cuatro oleadas sucesivas de diferentes tipos de naves de ataque, evitando ser golpeado por misiles y bombas, y luego reabastecerse disparando la nave 'GS' antes de repetir el proceso. El jugador comienza con 3 vidas y recibe una vida extra al alcanzar una puntuación de 5000. Se reciben 300 puntos de bonificación por disparar cada 6 bombas que caen y por 950 por golpear con precisión la nave GS en el primer tiro. Se da una bonificación muy grande de 10,000 para atravesar 4 olas y repostar usando exactamente 2 disparos más que el mínimo necesario. Como los niveles más altos de Astro Fighter son difíciles de sobrevivir consistentemente, incluso para los mejores jugadores, los que obtuvieron el bono de 10.000 de forma deliberada lograron los puntajes más altos.

## Récord
Germano D'Alessandro tiene el récord oficial de este juego con una puntuación de 110.420 puntos.